# Босхарт, Ян Батист
Ян Батист Босхарт (нидерл. Jan Baptist Bosschaert, также Jean Baptiste Bosschaert; крещён 17 декабря 1667 года в Антверпене — умер в 1746 году в Антверпене) — фламандский художник, получивший известность благодаря натюрмортам с цветами. Всю жизнь проработал в Антверпене. Писал также аллегорические картины в соавторстве с другими художниками.

## Биография
Несмотря на то, что Ян Батист Босхарт прожил долгую жизнь, о его биографии сохранилось немного сведений. Он родился в семье художника и булочника Яна Батиста Босхарта и его второй жены Иоанны де Би, сестры художника Эразма де Би. Отец умер, когда младший сын был ещё ребёнком, и старшие братья взяли его под свою опеку. Из-за тяжёлого финансового положения в семье Ян Батист не смог получить образования и к 17 годам был все ещё неграмотным.
Заметив интерес младшего брата к искусству, в 1685 году опекуны отдали будущего художника на обучение к натюрмортисту Жану Батисту де Крепю (Jan Baptist de Crépu). Босхарт оставался со своим наставником вплоть до смерти последнего в 1689 году.
В конце 1692 года Босхарт становится членом Гильдии Святого Луки и остаётся в ней до самой своей смерти в 1746 году.

## Творчество
До наших дней дошло лишь малое количество произведений Босхарта. Кроме того, бо́льшую их часть сложно атрибутировать, так как художник редко подписывал свои картины. Поэтому не исключено, что сохранились работы Босхарта, авторство которых пока не установлено.
Наряду со своим современником, антверпенским художником Гаспаром Петером Вербрюггеном, Босхарт писал преимущественно натюрморты в сочетании с аллегорическими и мифологическими сюжетами. Чаще всего он изображал букеты цветов в больших каменных вазах или цветочные гирлянды, обвитые вокруг ваз. Нередко вазы помещались в пространство сада или на террасу; на картинах также могли присутствовать женские фигуры. Для стиля художника характерен широкий пастозный мазок, сформировавшийся, вероятно, под влиянием итальянских мастеров натюрморта Марио де Фьори и Микеле Паче дель Кампидольо. Кроме того, Босхарт и его современники испытали влияние французского художника Жана-Батиста Монуайе.
Ян Батист Босхарт часто работал в соавторстве с другими художниками, специализирующимися на портретах и изображении фигур: Якобом Лейссенсом и Питером-Франсом Байю.